# Hockey (varianter)
Hockey har flera betydelser: 

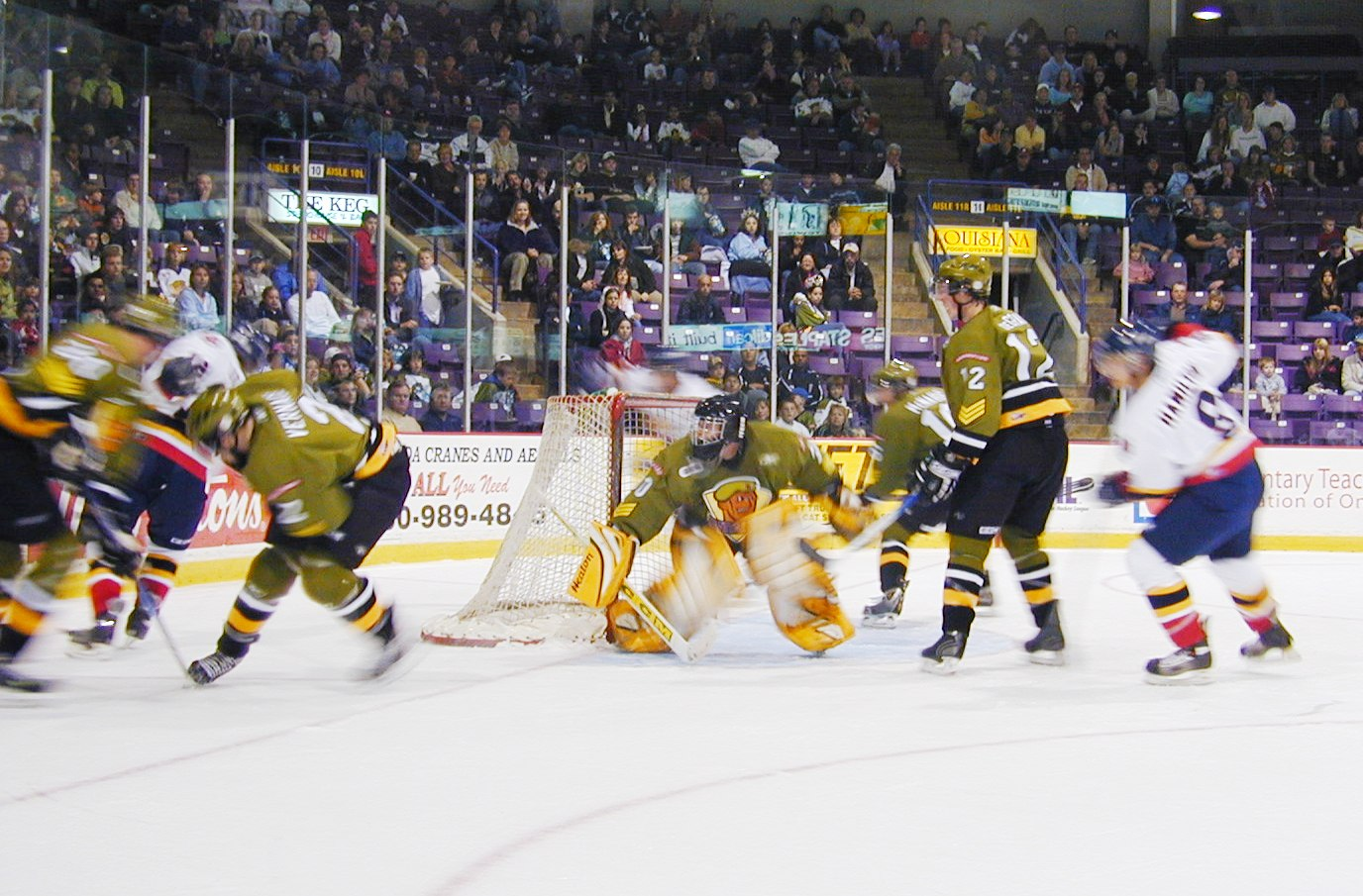
Ishockey

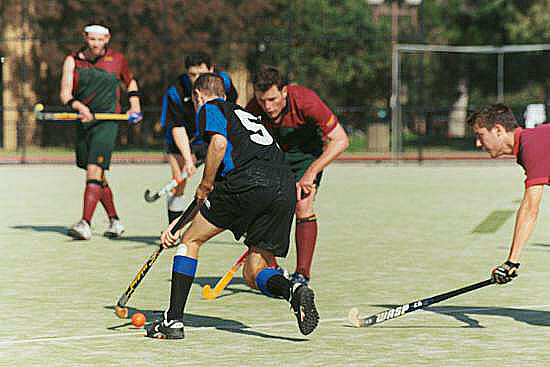
Landhockey

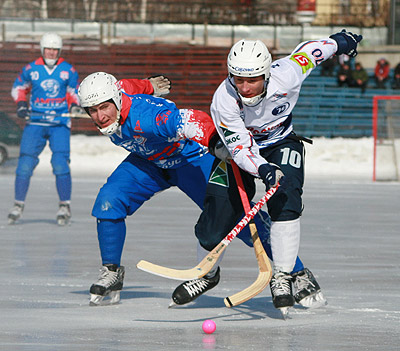
Bandy är också en sport i hockeyfamiljen

- kortform för sporten ishockey, används främst i länder där ishockey är populärare än landhockey (såsom Sverige, Finland, Kanada, USA och Norge)
- internationellt vanligen en benämning på sporten landhockey
- parallell benämning på bandy, i Sverige fram till ungefär 1910[1] och fortfarande i Ryssland
- tidskriften Hockey
- hockey eller "hockeysporter" används ibland som samlingsbeteckning för flera olika sporter som har de gemensamt att de spelas med boll/puck och klubba och normalt är lagsporter; se under rubriken Varianter nedan.

## Varianter
Som hockeysporter, olika varianter av hockey, räknas
- Air hockey (synonymt med "lufthockey")
- Bandy
- Bordshockey
- Enhjulingshockey
- Floorhockey (synonymt med "golvhockey")
- Golvhockey (synonymt med "floorhockey")
- Indoorhockey
- Inlinehockey (synonymt med "roller hockey")
- Innebandy
- Ishockey
- Kälkhockey
- Lacrosse
- Landbandy
- Landhockey
- Lufthockey (synonymt med "air hockey")
- Ringette
- Rinkbandy (även kallat hockeybockey)
- Rinkboll
- Roller hockey (synonymt med "inlinehockey")
- Rullskridskohockey
- Streethockey ("inlinehockey" utomhus)
- Undervattenshockey
- Undervattensishockey